# Krautrock
Il krautrock (anche chiamato con l'espressione tedesca Kosmische Musik, in italiano musica cosmica) è un termine coniato dalla stampa e critica anglostatunitense in riferimento alla scena musicale costituita dai gruppi attivi in Germania negli anni settanta che hanno prodotto in varia misura forme musicali nuove sulla base del rock progressivo o della musica elettronica tedesca (ad esempio Karlheinz Stockhausen) dei decenni precedenti. Fra i principali artisti della stilistica si contano Klaus Schulze, Faust, Popol Vuh, Tangerine Dream, Kraftwerk, Can, Neu!, Cluster, Amon Düül II, Guru Guru.

## Storia
La musica cosmica tedesca si affermò in seguito al primo allunaggio (1969) e venne portata a definizione da Rolf-Ulrich Kaiser. Invece, il termine "krautrock", con cui si verrà a identificare tale corrente, fu utilizzato per la prima volta in senso denigratorio sulle pagine del settimanale del Regno Unito Melody Maker.
Il krautrock influì su artisti provenienti da altri percorsi, come David Bowie (cfr. la cosiddetta "trilogia berlinese") e i vari gruppi della new wave, dello shoegaze, del post-rock e della techno. Il genere ha contribuito molto alla nascita e all'evoluzione della musica ambient e della new age. Parallelamente al krautrock, nasceva la Berlin School, uno stile incentrato sulle tastiere che ebbe fra i suoi principali esponenti gli stessi Tangerine Dream.
Alla fine degli anni novanta si assistette ad un crescente interesse verso il krautrock, grazie anche alla circolazione di informazioni su internet e all'opera divulgativa di Julian Cope. Fra essi si contano i Sankt Otten, gli Emeralds e i Forma.

## Caratteristiche
Secondo Claudio Quarantotto, il krautrock presenta due filoni principali: uno "solare" che "tende alla scoperta del fascino degli spazi infiniti, percorsi da messaggeri angelici che annunciano la «pace in terra agli uomini di buona volontà»" e uno "lunare", che definisce "incubico, da messa nera elettronica, a base di sabba di note violente e impazzite".
La definizione comprende gruppi diversi tra loro, dallo sperimentalismo totale e privo di regole dei Faust alle derive cosmiche dei Tangerine Dream e dei Cluster, dalle anticipazioni di new age degli Ash Ra Tempel e dei Popol Vuh alla proto-new wave (dai risultati diversi tra loro) dei Can e dei Neu! (e delle derivazioni di questi ultimi come gli Harmonia e i LA Düsseldorf), l'uso del ritmo in 4/4 denominato motorik, ampiamente utilizzato dai principali batteristi krautrock e ripreso da artisti della scena punk e new-wave internazionale, dalla nascita della techno tramite i Kraftwerk al rock apocalittico degli Amon Düül I e II, fino alle improvvisazioni freak dei Cosmic Jokers e dei Wallenstein.